# BMW Sauber
A BMW Sauber F1 Team, foi uma equipe de Fórmula 1 formada a partir da compra da equipe Sauber pela BMW em junho de 2005. A aquisição veio após o relacionamento da BMW com a Williams se deteriorar nos meses anteriores, com a parceria terminando no final da temporada de 2005. A equipe era baseada na sede da Sauber em Hinwil, Suíça e na sede da BMW em Munique, Alemanha.
A equipe conquistou dois pódios e ficou em quinto lugar em 2006, sua primeira temporada na Fórmula 1. Com a equipe conquistando um segundo lugar em 2007, após a equipe McLaren ter sido excluída do campeonato. Robert Kubica conquistou a única vitória da equipe no Grande Prêmio do Canadá de 2008. Após uma péssima temporada de 2009, a BMW se retirou da Fórmula 1 e vendeu a equipe de volta ao fundador Peter Sauber.

## História

### Sauber
A equipe surgiu em 1993, numa empreitada de Peter Sauber na Fórmula 1. Com a equipe Sauber muitos anos entre as equipes intermediárias tendo como melhor resultado o quarto lugar no mundial de construtores de 2001. Após doze anos na categoria, em 2005, a Sauber é vendida para a BMW que acabara de romper sua parceria com a Williams, surgindo assim a BMW Sauber F1 Team.

### BMW Sauber

#### 2006

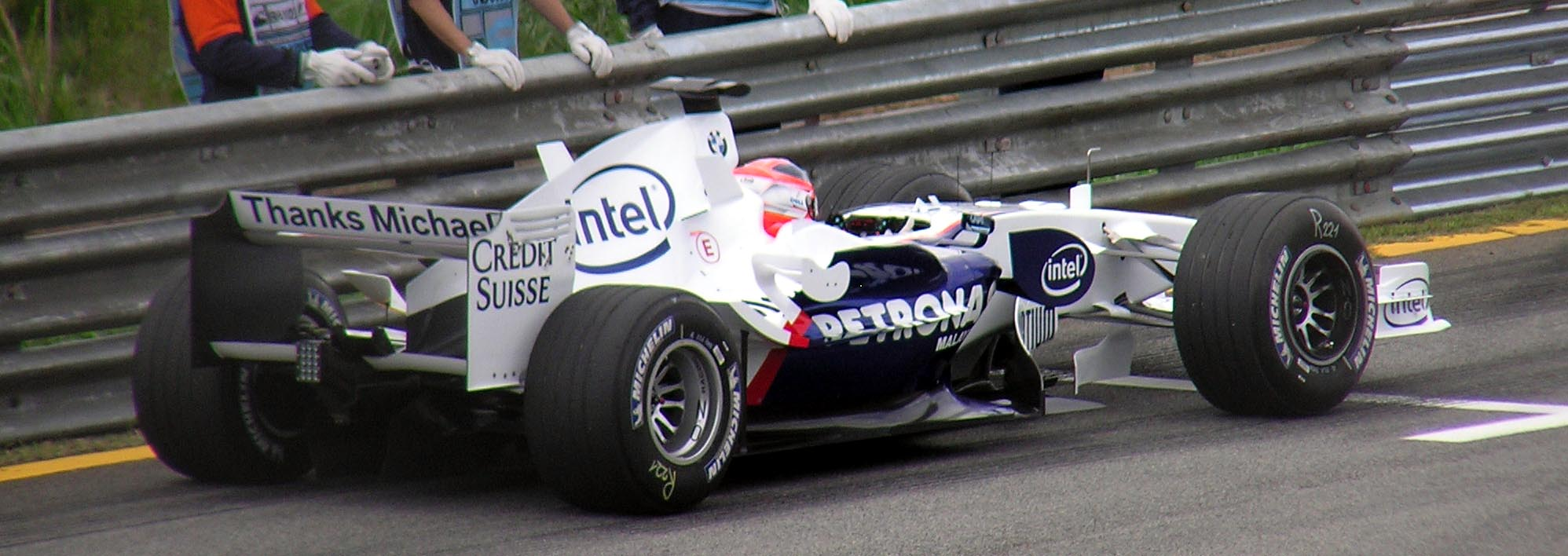
Kubica no GP do Brasil de 2006 com a frase "Thanks Michael", que disputava seu último GP na carreira antes de voltar em 2010.

Em 2006, a BMW assume o comando da Sauber, porém mantendo o nome Sauber na equipe. Para a temporada é contratado Nick Heidfeld, vindo da Williams, e mantido o canadense Jacques Villeneuve, mesmo não sendo unanimidade na equipe. Durante a temporada, a equipe mostra uma regularidade na faixa dos pontos, a maioria deles conquistados por Heidfeld. Devido ao rendimento fraco, perto de seu companheiro, além de não ser o preterido pela equipe, Jacques Villeneuve é demitido e quem assumi seu lugar é o novato polonês Robert Kubica. Na Hungria, Heidfeld conquista o primeiro pódio para a equipe e dois GPs depois, na Itália, é a vez de Kubica. Ainda nas últimas três corridas conquista três pontos, e encerra a temporada com o bom quinto lugar nos construtores, com 36 pontos.

#### 2007

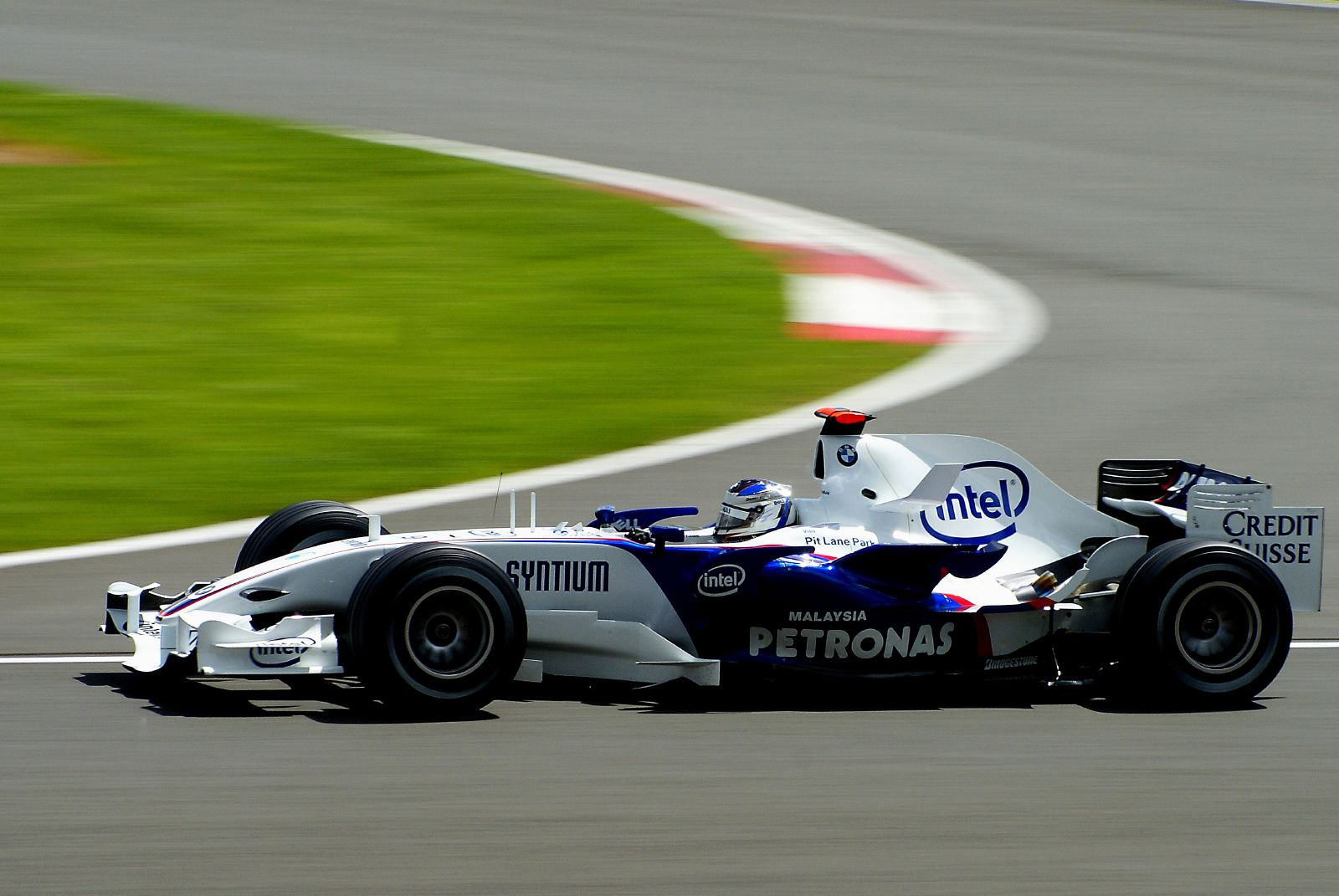
Nick Heidfeld no GP da Grã-Bretanha de 2007.

Após a boa temporada no ano anterior, a dupla de pilotos do final da temporada é mantida. 2007 começa com a BMW mostrando força e se estabelecendo como a terceira força da categoria. No ano repete os dois pódios da última temporada, mas desta vez conquistados apenas por Heidfeld e com um segundo lugar no Canadá e um terceiro lugar na Hungria. Além desses resultados, a equipe conseguiu pontuar em todas a corridas, com Heidfeld, Kubica e o jovem alemão Sebastian Vettel, que substituiu Kubica no Grande Prêmio dos Estados Unidos, após este sofrer um acidente no GP anterior, o do Canadá.
Vettel se tornou o mais jovem piloto a pontuar em um GP, com apenas 19 anos, 11 meses e 14 dias. A equipe somou 101 pontos no total e foi vice-campeã nos construtores, após a desclassificação da equipe McLaren, por causa da acusação de espionagem por parte dessa.

#### 2008

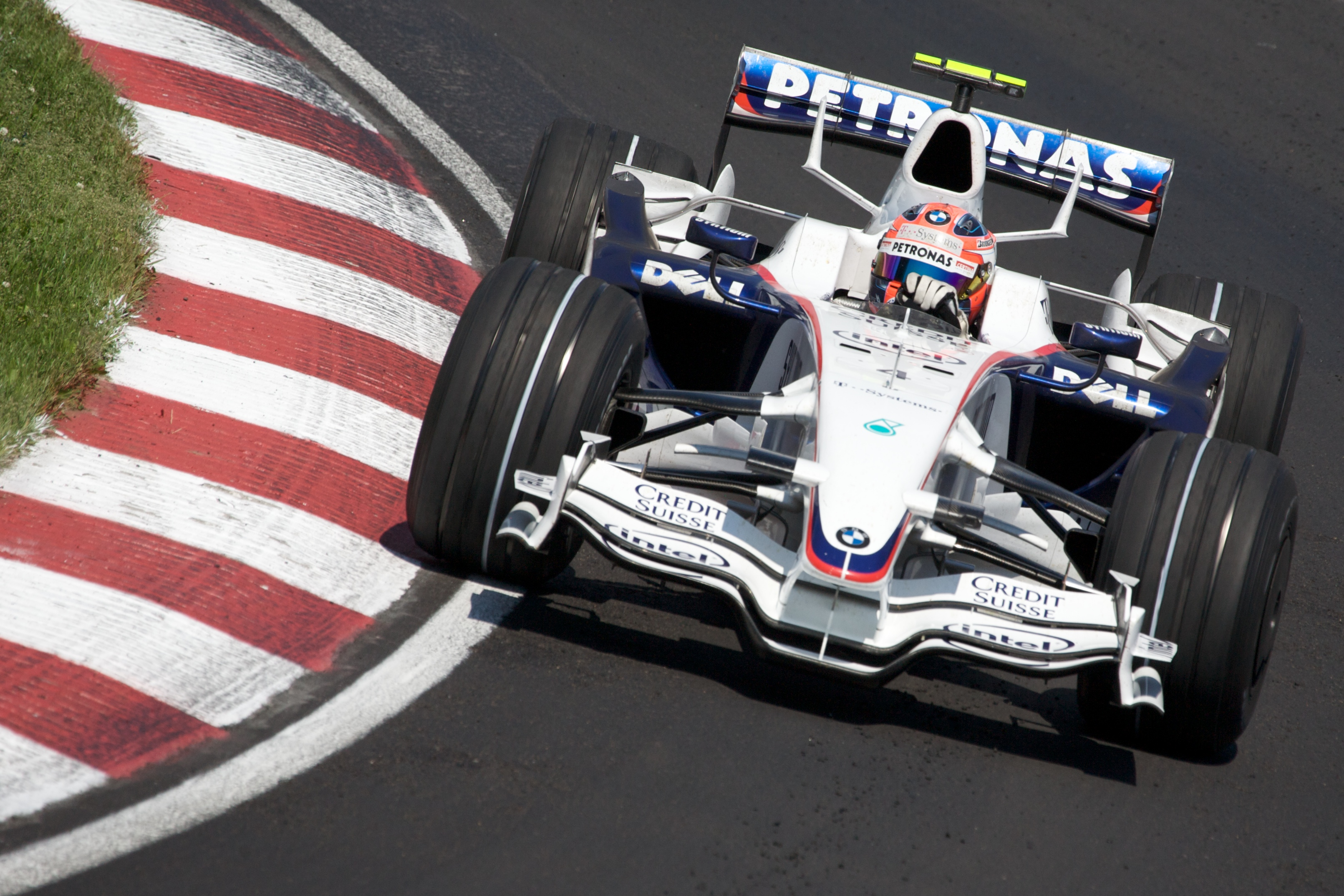
Robert Kubica no GP do Canadá de 2008. Essa foi a única vitória da equipe, com o próprio Kubica.

Robert Kubica largou em segundo e Nick Heidfeld acabou nesta posição do pódio no Grande Prêmio da Austrália. Na Malásia foi a vez de Kubica ficar na segunda posição da corrida. Na corrida, o Grande Prêmio do Barém, a equipe conquistou, pela primeira vez, uma pole position, com Kubica.
No Grande Prêmio do Canadá ocorre a primeira vitória da equipe na Fórmula 1 numa dobradinha com Robert Kubica (vencedor e também a primeira do piloto e da Polônia na categoria) e Nick Heidfeld (segundo lugar).

#### 2009

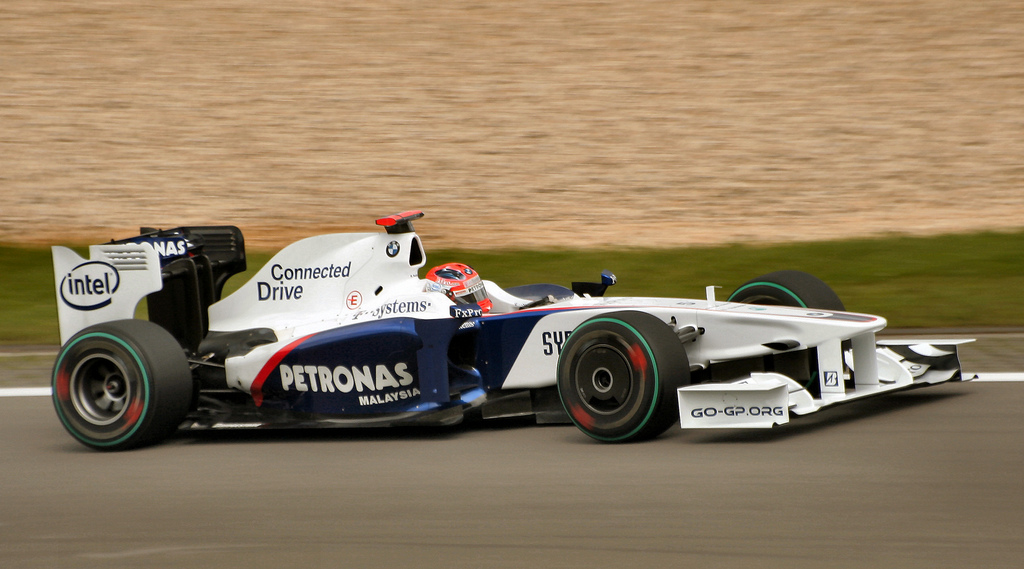
Robert Kubica no GP da Alemanha de 2009.

Em 2009 era tida como uma das favoritas na pré-temporada, devido ao grande desenvolvimento feito no Kers pela equipe. Mantiveram novamente a dupla Kubica/Heidfeld. Quando a temporada se iniciou, dava a impressão de que a equipe teria mais um bom ano, com Kubica quase conseguindo um segundo lugar na prova de estreia, na Austrália, pouco antes de bater com Sebastian Vettel no final da prova. Mas surpreendentemente, depois disso, a equipe simplesmente caiu muito de rendimento e passou a obter resultados ruins ao ponto de chegar na metade da temporada com Kubica tendo marcado apenas 2 pontos e Heidfeld 6 pontos. Esses resultados fizeram a BMW anunciar em junho a retirada da equipe da categoria, que aconteceria após a ultima etapa de 2009.
Curiosamente depois do anuncio da retirada, a equipe passou a marcar pontos mais constantemente depois de evoluções no carro chegando ao final da temporada com 36 pontos (19 de Heidfeld e 17 de Kubica). O grande problema que impedia a continuação da equipe por um novo dono ou através de Peter Sauber, decorreu que a BMW Sauber não havia feito a inscrição da equipe para a temporada de 2010, sendo assim perdeu a vaga para a nova equipe Lotus. Após negociações frustradas com um grupo de investimentos chamado Qadbak, a BMW decidiu vender a equipe novamente a Peter Sauber desde que ele conseguisse uma vaga para a temporada de 2010, fato que foi consolidado com a saída da equipe japonesa Toyota marcando o retorno da equipe Sauber à Fórmula 1.
O nome "BMW Sauber F1 Team" foi mantido para a temporada de 2010 para que a equipe suíça de Peter Sauber não perdesse os benefícios financeiros vindos da participação do campeonato de 2009 com os alemães, quando foi sexta no campeonato de construtores.

## Pilotos
| Ano  | Nome               | Carro | Pneus       | Motor        | Óleo     | Nº | Pilotos            | Nº  | Pilotos de testes                                        | Classificação Pontos |
| ---- | ------------------ | ----- | ----------- | ------------ | -------- | -- | ------------------ | --- | -------------------------------------------------------- | -------------------- |
| 2009 | BMW Sauber F1 Team | F1.09 | Bridgestone | BMW P86/9 V8 | Petronas | 5  | Robert Kubica      | n/a | Christian Klien                                          | 6º lugar 36 pontos   |
| 2009 | BMW Sauber F1 Team | F1.09 | Bridgestone | BMW P86/9 V8 | Petronas | 6  | Nick Heidfeld      | n/a | Christian Klien                                          | 6º lugar 36 pontos   |
| 2008 | BMW Sauber F1 Team | F1.08 | Bridgestone | BMW P86/8 V8 | Petronas | 3  | Nick Heidfeld      | n/a | Christian Klien Marko Asmer Ho-Pin Tung Davide Valsecchi | 3º lugar 135 pontos  |
| 2008 | BMW Sauber F1 Team | F1.08 | Bridgestone | BMW P86/8 V8 | Petronas | 4  | Robert Kubica      | n/a | Christian Klien Marko Asmer Ho-Pin Tung Davide Valsecchi | 3º lugar 135 pontos  |
| 2007 | BMW Sauber F1 Team | F1.07 | Bridgestone | BMW P86/7 V8 | Petronas | 9  | Nick Heidfeld      | 35  | Sebastian Vettel Timo Glock Ho-Pin Tung                  | 2º lugar 101 pontos  |
| 2007 | BMW Sauber F1 Team | F1.07 | Bridgestone | BMW P86/7 V8 | Petronas | 10 | Robert Kubica      | 35  | Sebastian Vettel Timo Glock Ho-Pin Tung                  | 2º lugar 101 pontos  |
| 2007 | BMW Sauber F1 Team | F1.07 | Bridgestone | BMW P86/7 V8 | Petronas | 10 | Sebastian Vettel   | 35  | Sebastian Vettel Timo Glock Ho-Pin Tung                  | 2º lugar 101 pontos  |
| 2006 | BMW Sauber F1 Team | F1.06 | Michelin    | BMW P86/6 V8 | Petronas | 16 | Nick Heidfeld      | 38  | Robert Kubica Sebastian Vettel                           | 5º lugar 36 pontos   |
| 2006 | BMW Sauber F1 Team | F1.06 | Michelin    | BMW P86/6 V8 | Petronas | 17 | Jacques Villeneuve | 38  | Robert Kubica Sebastian Vettel                           | 5º lugar 36 pontos   |
| 2006 | BMW Sauber F1 Team | F1.06 | Michelin    | BMW P86/6 V8 | Petronas | 17 | Robert Kubica      | 38  | Robert Kubica Sebastian Vettel                           | 5º lugar 36 pontos   |

## Resultados Completos de Todas as Provas
(legenda)
| Ano  | Chassis | Motor        | Pneus | N° | Pilotos            | 1   | 2   | 3   | 4   | 5   | 6   | 7   | 8   | 9   | 10  | 11  | 12  | 13  | 14  | 15  | 16  | 17  | 18  | Pontos | Posição |  |
| ---- | ------- | ------------ | ----- | -- | ------------------ | --- | --- | --- | --- | --- | --- | --- | --- | --- | --- | --- | --- | --- | --- | --- | --- | --- | --- | ------ | ------- |  |
|      |         |              |       |    |                    |     |     |     |     |     |     |     |     |     |     |     |     |     |     |     |     |     |     |        |         |  |
|      |         |              |       |    |                    | AUS | MAL | CHN | BAR | ESP | MON | TUR | GBR | ALE | HUN | EUR | BEL | ITA | SIN | JAP | BRA | ABU |     |        |         |  |
| 2009 | F1.09   | BMW P86/9 V8 | B     | 5  | Robert Kubica      | 14† | Ret | 13  | 18  | 11  | Ret | 7   | 13  | 14  | 13  | 8   | 4   | Ret | 8   | 9   | 2   | 10  |     | 36     | 6º      |  |
| 2009 | F1.09   | BMW P86/9 V8 | B     | 6  | Nick Heidfeld      | 10  | 21  | 12  | 19  | 7   | 11  | 11  | 15  | 10  | 11  | 11  | 5   | 7   | Ret | 6   | Ret | 5   |     | 36     | 6º      |  |
|      |         |              |       |    |                    |     |     |     |     |     |     |     |     |     |     |     |     |     |     |     |     |     |     |        |         |  |
|      |         |              |       |    |                    | AUS | MAL | BAR | ESP | TUR | MON | CAN | FRA | GBR | ALE | HUN | EUR | BEL | ITA | SIN | JAP | CHN | BRA |        |         |  |
| 2008 | F1.08   | BMW P86/8 V8 | B     | 3  | Nick Heidfeld      | 2   | 6   | 4   | 9   | 5   | 14  | 2   | 13  | 2   | 4   | 10  | 9   | 2   | 5   | 6   | 9   | 5   | 10  | 135    | 3º      |  |
| 2008 | F1.08   | BMW P86/8 V8 | B     | 4  | Robert Kubica      | Ret | 2   | 3   | 4   | 4   | 2   | 1   | 5   | Ret | 7   | 8   | 3   | 6   | 3   | 11  | 2   | 6   | 11  | 135    | 3º      |  |
|      |         |              |       |    |                    |     |     |     |     |     |     |     |     |     |     |     |     |     |     |     |     |     |     |        |         |  |
|      |         |              |       |    |                    | AUS | MAL | BAR | ESP | MON | CAN | EUA | FRA | GBR | EUR | HUN | TUR | ITA | BEL | JAP | CHN | BRA |     |        |         |  |
| 2007 | F1.07   | BMW P86/7 V8 | B     | 9  | Nick Heidfeld      | 4   | 4   | 4   | Ret | 6   | 2   | Ret | 5   | 6   | 6   | 3   | 4   | 4   | 5   | 14† | 7   | 6   |     | 101    | 2°      |  |
| 2007 | F1.07   | BMW P86/7 V8 | B     | 10 | Robert Kubica      | Ret | 18  | 6   | 4   | 5   | Ret | Inj | 4   | 4   | 7   | 5   | 8   | 5   | 9   | 7   | Ret | 5   |     | 101    | 2°      |  |
| 2007 | F1.07   | BMW P86/7 V8 | B     | 10 | Sebastian Vettel   | PT  | PT  |     |     |     |     | 8   |     |     |     |     |     |     |     |     |     |     |     | 101    | 2°      |  |
|      |         |              |       |    |                    |     |     |     |     |     |     |     |     |     |     |     |     |     |     |     |     |     |     |        |         |  |
|      |         |              |       |    |                    | BAR | MAL | AUS | SMR | EUR | ESP | MON | GBR | CAN | EUA | FRA | ALE | HUN | TUR | ITA | CHN | JAP | BRA |        |         |  |
| 2006 | F1.06   | BMW P86 V8   | M     | 16 | Nick Heidfeld      | 12  | Ret | 4   | 13  | 10  | 8   | 7   | 7   | 7   | Ret | 8   | Ret | 3   | 14  | 8   | 7   | 8   | 17† | 36     | 5°      |  |
| 2006 | F1.06   | BMW P86 V8   | M     | 17 | Jacques Villeneuve | Ret | 7   | 6   | 12  | 8   | 12  | 14  | 8   | Ret | Ret | 11  | Ret |     |     |     |     |     |     | 36     | 5°      |  |
| 2006 | F1.06   | BMW P86 V8   | M     | 17 | Robert Kubica      | PT  | PT  | PT  | PT  | PT  | PT  | PT  | PT  | PT  | PT  | PT  | PT  | DSQ | 12  | 3   | 13  | 9   | 9   | 36     | 5°      |  |

Negrito = Pole.
Itálico = Melhor volta.
† Completou mais de 90% da distância da corrida.
↑1  Foi atribuído metade dos pontos. A corrida foi interrompida pelo mau tempo.